# Windows Communication Foundation
Die Windows Communication Foundation (WCF, früherer Codename Indigo) ist eine dienstorientierte Kommunikationsplattform für verteilte Anwendungen in Microsoft Windows. Sie führt viele Netzwerkfunktionen zusammen und stellt sie den Programmierern solcher Anwendungen standardisiert zur Verfügung.
Durch die WCF werden die Kommunikationstechnologien DCOM, Enterprise Services, MSMQ, WSE und Web-Services unter einer einheitlichen Programmierschnittstelle zusammengefasst. Mit der WCF wird das .NET Remoting abgelöst. WCF kann für die Entwicklung Service-orientierter Architekturen verwendet werden. Die Windows Communication Foundation ermöglicht auch Interoperabilität zu Java Web Services, welche mittels Web Services Interoperability Technology umgesetzt wurden.
Die Windows Communication Foundation ist seit .Net-Framework 3.0 ein fester Bestandteil des .NET Frameworks. Die Versionsnummern von WCF orientieren sich hierbei an der Version des .NET Frameworks.
Für das .NET Core Framework (auf dem auch die neueren Version von .NET ab Version 5 basieren) stand WCF in der bisherigen Form zunächst nicht zur Verfügung. Als Alternative empfahl Microsoft die Verwendung von gRPC, welches seit .NET Core 3.0 unterstützt wird. Zusätzlich soll jedoch die Migration zu .NET Core durch ein Communityprojekt namens CoreWCF erleichtert werden, das im April 2022 mit einer ersten Version freigegeben wurde. Es wurde aber zunächst nur eine Teilmenge der Funktionen implementiert.

## Konzept
Die WCF abstrahiert das Konzept des Endpunktes durch eine Trennung in Address, Binding und Contract (ABC-Prinzip).
- Die Address (Adresse) ist ein URI, der den Ort des Dienstes beschreibt und somit seine Erreichbarkeit für die Dienstkonsumenten kennzeichnet.
- Das Binding (Anbindung) beschreibt die Art der Kommunikation, worunter unter anderem die Merkmale der Kodierung und des Protokolls fallen.
- Der Contract (Vertrag) stellt die Dienstdefinition, insbesondere die zur Verfügung gestellten Methoden beinhaltend, dar.

### Address
Der Ort des Dienstes ist, je nach verwendetem Transportschema, der Name des Zielrechners, des Netzwerks oder einer Ressource vom Type Pipe, Communication Port oder Queue.

### Binding
Zum Binding gehören Parameter wie Protokoll (HTTP, TCP, UDP und Windows-eigene Protokolle) und Kodierung (binär, SOAP-Dokument, eigenes Format), sowie Sicherheitsaspekte (Verschlüsselung, Authentifizierung).
Das .NET Framework stellt vorgefertigte Bindungen für häufige Anwendungsfälle zur Verfügung, die noch konfiguriert werden können. Auch besteht die Möglichkeit, eigene Bindings zu entwickeln (beispielsweise für das XML-RPC-Protokoll).

### Contract
Verträge werden zur Entwicklungszeit als Interfaces (Schnittstellen) in einer beliebigen .NET-Sprache verfasst und zur Laufzeit durch die WCF in ein Kommunikationsprotokoll, z. B. SOAP, umgesetzt. Die Verwendung dieses Standards ist maßgeblich für einen plattformunabhängigen Dienstzugriff.

### Behaviors
Das Verhalten einer WCF-Verbindung wird durch Behaviors definiert. Hierbei unterscheidet man abhängig vom Bereich zwischen:
- Service Behavior
- Endpoint Behavior
- Contract Behavior
- Operation Behavior

## Beispiele
Im Folgenden werden Beispiele für die Implementierung eines einfachen WCF-Dienstes gezeigt.

### Implementierung eines Contracts
Der Contract wird sowohl von der Host- als auch von der Clientanwendung verwendet und sollte sich daher in einer eigenen Assembly befinden.
```
using
 
System.ServiceModel
;

namespace
 
HelloWorld.Contract

{

    
[ServiceContract(Namespace = "http://de.wikipedia.org/wiki")]

    
public
 
interface
 
IHelloWorldService

    
{

        
[OperationContract]

        
string
 
SayHello
();

    
}

}

```

### Implementierung des Services
```
using
 
HelloWorld.Contract
;

namespace
 
HelloWorld.Service

{

    
public
 
class
 
HelloWorldService
 
:
 
IHelloWorldService

    
{

        
public
 
string
 
SayHello
()

        
{

            
return
 
"Hello World"
;

        
}

    
}

}

```

### Imperative Implementierung einer Hostanwendung
```
using
 
System
;

using
 
System.ServiceModel
;

using
 
HelloWorld.Contract
;

using
 
HelloWorld.Service
;

namespace
 
HelloWorld.ConsoleHost

{

    
class
 
Program

    
{

        
static
 
void
 
Main
()

        
{

            
using
 
(
var
 
host
 
=
 
new
 
ServiceHost
(
typeof
 
(
HelloWorldService
),
 
new
 
Uri
(
"http://localhost:8000/HelloWorld"
)))

            
{

                
host
.
AddServiceEndpoint
(
typeof
 
(
IHelloWorldService
),
 
new
 
BasicHttpBinding
(),
 
""
);

                
host
.
Open
();

                
Console
.
WriteLine
(
"Service running. Press ENTER to stop."
);

                
Console
.
ReadLine
();

            
}

        
}

    
}

}

```

### Implementierung eines Clients
```
using
 
System
;

using
 
System.ServiceModel
;

using
 
HelloWorld.Contract
;

namespace
 
HelloWorld.ConsoleClient

{

    
class
 
Program

    
{

        
static
 
void
 
Main
()

        
{

            
var
 
endpointAddress
 
=
 
new
 
EndpointAddress
(
"http://localhost:8000/HelloWorld"
);

            
var
 
proxy
 
=
 
ChannelFactory
<
IHelloWorldService
>
.
CreateChannel
(
new
 
BasicHttpBinding
(),
 
endpointAddress
);

            
var
 
helloWorld
 
=
 
proxy
.
SayHello
();

            
Console
.
WriteLine
(
helloWorld
);

        
}

    
}

}

```

### Deklarative Implementierung einer Hostanwendung
```
using
 
System
;

using
 
System.ServiceModel
;

using
 
HelloWorld.Contract
;

using
 
HelloWorld.Service
;

namespace
 
HelloWorld.ConsoleHost

{

    
class
 
Program

    
{

        
static
 
void
 
Main
()

        
{

            
using
 
(
var
 
host
 
=
 
new
 
ServiceHost
(
typeof
 
(
HelloWorldService
)))

            
{

                
host
.
Open
();

                
Console
.
WriteLine
(
"Service running. Press ENTER to stop."
);

                
Console
.
ReadLine
();

            
}

        
}

    
}

}

```

Das Verhalten des Service wird in der Datei App.config bzw. Web.config deklariert. Dies erfolgt üblicherweise mit dem Service Configuration Editor (svcconfigeditor.exe) und kann von erfahrenen Entwicklern und Administratoren auch manuell in einem Texteditor konfiguriert werden.
```
<?xml version="1.0" encoding="utf-8"?>

<configuration>

    
<system.serviceModel>

        
<bindings>

            
<basicHttpBinding>

                
<binding
 
name=
"basicHttpBindingConfiguration"
 
/>

            
</basicHttpBinding>

            
<mexHttpBinding>

                
<binding
 
name=
"mexHttpBindingConfiguration"
 
/>

            
</mexHttpBinding>

        
</bindings>

        
<behaviors>

            
<serviceBehaviors>

                
<behavior
 
name=
"metadataExchangeBehavior"
>

                    
<serviceMetadata
 
httpGetEnabled=
"false"
 
httpsGetEnabled=
"false"
 
/>

                
</behavior>

            
</serviceBehaviors>

        
</behaviors>

        
<services>

            
<service
 
behaviorConfiguration=
"metadataExchangeBehavior"
 
name=
"HelloWorld.Service.HelloWorldService"
>

                
<endpoint

                    
address=
""

                    
binding=
"basicHttpBinding"

                    
bindingConfiguration=
"basicHttpBindingConfiguration"

                    
name=
"basicHttpEndpoint"

                    
contract=
"HelloWorld.Contract.IHelloWorldService"
 
/>

                
<endpoint

                    
address=
"mex"

                    
binding=
"mexHttpBinding"

                    
bindingConfiguration=
"mexHttpBindingConfiguration"

                    
name=
"mexEndpoint"

                    
contract=
"IMetadataExchange"
 
/>

                
<host>

                    
<baseAddresses>

                        
<add
 
baseAddress=
"http://localhost:8000/HelloWorld"
 
/>

                    
</baseAddresses>

                
</host>

            
</service>

        
</services>

    
</system.serviceModel>

</configuration>

```

Durch die Aktivierung des Metadatenaustausches (englisch: Metadata-Exchange, kurz „mex“) mittels eines entsprechenden Bindings (z. B.mexHttpBinding, mexHttpsBinding, mexTcpBinding, mexNamedPipeBinding) können die Proxyklassen und die Anwendungskonfiguration mit dem Service Model Metadata Utility (svcutil.exe) automatisch erstellt werden.
svcutil /d:"C:\ … \HelloWorld\ConsoleClient" /o:"HelloWorldProxy.cs" /config:"App.config" http://localhost:8000/HelloWorld/mex
Die generierten Proxyklassen und Anwendungskonfiguration können von einem Client sehr einfach konsumiert werden.
```
using
 
System
;

using
 
de.wikipedia.org.wiki
;
 
// service namespace as declared in the contract

namespace
 
HelloWorld.ConsoleClient

{

    
class
 
Program

    
{

        
static
 
void
 
Main
()

        
{

            
var
 
proxy
 
=
 
new
 
HelloWorldProxy
();
 
// no using block here!

            
var
 
helloWorld
 
=
 
proxy
.
HelloWorld
();

            
Console
.
WriteLine
(
helloWorld
);

        
}

    
}

}

```

### WCF Service Host und WCF Test Client
Eine weitere Möglichkeit ist es, den Service direkt mit Hilfe des WCF Service Host (wcfsvchost.exe) zu hosten.
wcfsvchost /service:"C:\ … \HelloWorld.Service.dll" /config:"C:\ … \App.config"
Laufende Services, welche den Metadatenaustausch unterstützen, können mit dem WCF Test Client (wcftestclient.exe) analysiert und getestet werden.
wcftestclient http://localhost:8000/HelloWorld/mex